# Walter Barelli
Walter Barelli (* 25. Juli 1938 in São Paulo; † 18. Juli 2019 ebenda) war ein brasilianischer Wirtschaftswissenschaftler und Politiker.
Barelli war vom 8. Oktober 1992 bis 4. April 1994 in der Regierung von Itamar Franco Arbeitsminister. Von 1995 bis 2002 war er während der Regierungen von Mário Covas und Geraldo Alckmin Generalsekretär der Emprego e Relações do Trabalho do Estado de São Paulo (SERT). Von 2003 bis 2007 war er für die PSDB Deputado Federal.
Barelli war verheiratet und hatte drei erwachsene Kinder.